# 게르하르트 리히터
게르하르트 리히터(Gerhard Richter, 1932년 2월 9일 ~ )는 독일 드레스덴에서 출생한 전후 독일을 대표하는 작가이자 1960년대 이후 세계현대미술사에 있어서도 중요한 위치를 차지하는 작가이다. 사진과 회화, 추상과 구상, 그리고 채색화와 단색화의 경계를 넘나들며 회화라는 매체를 재해석하고 그 영역을 확장시켰다.

## 경력
- 1951~1954년 동독 드레스덴 미술대학 수료
- 1961~1964년 뒤셀도르프 미술대학 수료
- 1967년	Hachschuete of the arts Hamburg 방문교수
- 1971~1994년	뒤셀도르프 미술대학
- 1972년	베니스 비엔날레 대표화가(48 Portraits)
- 1988년	프랑크푸르트 Staedelschule 객원교수

## 생애
1932년 독일의 드레스덴에서 출생한 리히터는 일찍이 15세 때부터 예술가의 길을 걸었다. 1951~54년 사이 사회주의 동독의 드레스덴 미술 아카데미에서 수학하면서 보수적 사회주의 리얼리즘을 익혔다. 파리여행, 카셀 도큐멘타 참관 등을 통해 서방의 현대미술 흐름에 눈을 뜨게 된 그는 1961년 베를린 장벽이 세워지기를 전후해서 부인과 함께 뒤셀도르프로 이주했다. 1961년부터 1964년까지 뒤셀도르프의 미술아카데미에서 칼 오토 괴츠Karl Otto Götz 밑에서 수학하면서 시그마 폴케Sigmar Polke, 콘라드 피셔-루에크Konrad Fisher-Lueg, 게오르그 바젤리츠Georg Baselitz 등과 교우한다. 이때 플럭서스Fluxus 운동 및 팝아트 등으로부터 영향을 받았으며, 시그마 폴케, 콘라드 루에크와 함께 이른바 자본주의 리얼리스트 그룹에서 활동했다.
그는 오브제 미술, 행위 미술 등 현대 실험미술의 열풍 속에서도 전통장르로서의 회화에 대한 집착을 버리지 않았다. 하지만 그는 고정된 틀에서 벗어나 현대적 감각과 방법으로 회화의 새로운 가능성을 모색하고, 기존의 관념적, 주관적 의도에 의해 속박되지 않는 회화의 새로운 길을 찾고자 했다. 즉 대상의 묘사로서의 회화를 거부하고 회화를 통해 순수한 실재세계를 드러내고자 한 것이다.
그는 1962년 이후 사진에 기반한 회화를 제작한다. 사진이미지는 인공적 가필을 통해 그대로 회화로 재생산되었다. 심지어 추상회화를 위해서도 사진이미지는 활용된다. 작가에 있어 사진은 “양식도, 구성도, 규범도 없으며… 개인적 경험을 떨쳐버리게 해주는 순수한 이미지”로서 기존의 예술개념을 탈각한 회화를 만드는 방법을 의미했으며, 객관적 실체를 기계적으로 드러내는 사진을 통해 개인적 경험과 관념에 물들지 않는 이미지를 가능하게 하는 것이었다.
그가 사용하는 사진 소재는 가족의 스냅사진, 작가가 직접 찍은 풍경사진, 그리고 인쇄매체로부터 취한 사진 등 다양하다. 그의 회화에서 사진적 일루전들은 흐릿한 윤곽, 추상표현적 터치, 기하학적 구성 등을 통해 재가공된다. 이는 보는 이로 하여금 일루전의 실재성에 대해 의심하게 만들고, 예술에 있어서 진정성의 문제에 대해 깊이 사유하게 한다.
리히터의 회화의 양식을 단일하게 규정할 수 없을 정도로 다양하며, 동시다발성과 분절성을 특징으로 한다. 이러한 무스타일성은 중성적, 익명적 이미지인 사진을 기반으로 하는 그의 회화구조와 깊이 관련된다(Michael Danoff). 리히터는 1960년대 초기에는 구상사진회화, 1966년 이후에는 극사실적인 풍경사진화 및 기하학적 추상회화, 1971~72년 사이엔 유명 사진인물화, 1977년 이후에는 추상회화와 정물화 등을 많이 제작하였다.
리히터의 작품은 그간 ‘회화의 종말’ 시대의 대안적 회화로 주로 아방가르드 미술의 인식 범주 안에서 읽혀져 왔다. 하지만 2001년 뉴욕현대미술관MOMA에서 회고전(큐레이터 Robert Storr)을 계기로 전통장르로서의 회화성이 재평가되어 주목받기도 한다.

## 주요 작품
- 《해수욕장의 사람들(Badende am Strand)》(1960)
- 《리츠 케르텔게 초상(Portrat Liz Kertelge》(1966)
- 《두 개의 양초, 덧칠된(Zwei Kerzen, ubermalt》(1989)

## 수상
- 1985 베니스 오스카 Kokoscha상
- 1996 베니스 비엔날레 황금사자상
- 1998 웩스너상